# Philippe de Henning
Philippe de Henning (ur. 28 marca 1943 roku w Paryżu) – francuski kierowca wyścigowy.

## Kariera
De Henning rozpoczął karierę w międzynarodowych wyścigach samochodowych w 1973 roku od startów w Francuskiej Formule Renault. Z dorobkiem dziewięciu punktów został tam sklasyfikowany na 21 pozycji w klasyfikacji generalnej. W późniejszych latach Francuz pojawiał się także w stawce Francuskiej Formuły 3, IMSA Camel Lights, World Sports-Prototype Championship, SAT 1 Supercup,  24-godzinnego wyścigu Le Mans oraz Sportscar World Championship.